# Átmeneti állapot
Egy kémiai reakció átmeneti állapota egy adott térbeli elrendeződés a reakciókoordináta mentén. Definíció szerint e reakciókoordináta mentén a legnagyobb potenciális energiával rendelkező állapot. Ebben a pontban – tökéletesen megfordíthatatlan reakciót feltételezve – az ütköző reaktáns molekulákból mindig termék keletkezik. Jelölésére gyakran a kettő keresztet (‡) használjuk.
Az alábbi példán a brómetán és egy hidroxidion közötti SN2 reakció átmeneti állapota látható:

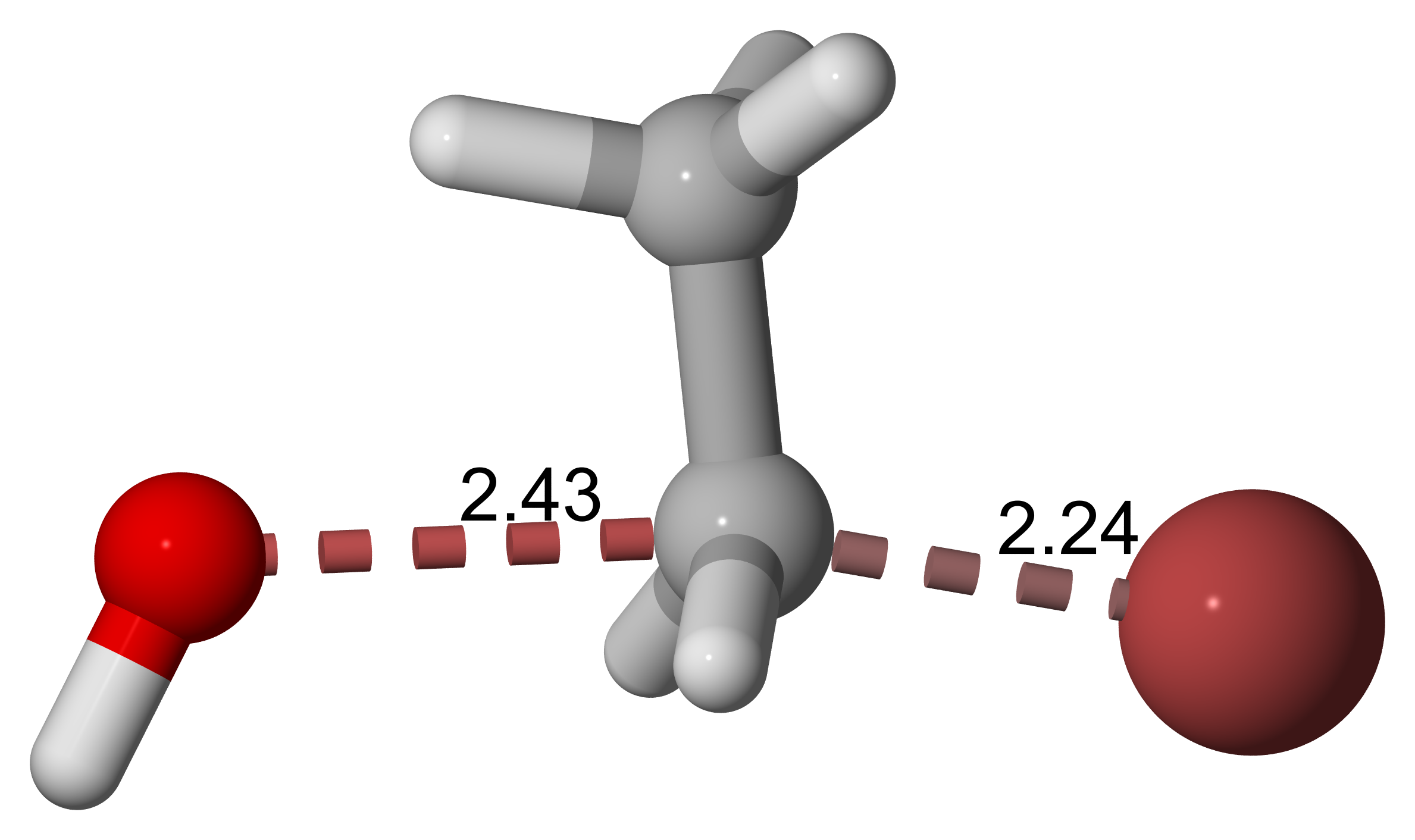
A fenti reakció átmeneti állapotának DFT (sűrűségfunkcionál elmélet) által meghatározott elrendezése. A távolságok angströmben vannak feltüntetve. Vegyük észre a megnyúlt C−Br és C−O kötéseket, valamint a trigonális bipiramisos szerkezetet

Az aktivált komplex megnevezés jelentheti egy reakció átmeneti állapotát, de bármely más, a reakciókoordinátán a reaktánsok és termékek közé eső állapotot is, különösen, ha az közel van az átmeneti állapothoz.

## A fogalom kialakulása
Az átmeneti állapot fogalma számos, a kémiai reakciók sebességével foglalkozó elméletben fontos szerepet játszott. Ezek közül az első az átmeneti állapot elmélete (más néven aktivált komplex elmélet) volt, melyet elsőként 1935 körül fejlesztett ki Eyring, Evans és Polányi, és amely a reakciókinetika által ma is használt fogalmakat vezetett be.

## Magyarázat
A reaktáns molekulák közötti ütközés hatására vagy megy végbe kémiai reakció, vagy nem történik változás. Ennek kimenetele több tényezőtől függ, például a relatív mozgási energiától, az ütköző molekulák orientációjától és belső energiájától is. Még ha az ütköző részecskék aktivált komplexet hoznak is létre, nem szükségszerű, hogy abból termék keletkezzen, a komplex szétesve visszaalakulhat a reaktánsokká is.

## Az átmeneti állapotok megfigyelése
A kvantummechanikai törvények miatt az átmeneti állapotot nem lehet megragadni vagy közvetlenül észlelni; annak populációja zérus. Elmésen kivitelezett spektroszkópiai eljárásokkal azonban megközelíthető az adott módszer által megengedett időfelbontás. A femtokémiai IR-spektroszkópiát pontosan erre a célra fejlesztették ki, ezáltal lehetővé válik az átmeneti állapot pontjához nagyon közeli molekuláris szerkezetek vizsgálata. A reakciókoordináta mentén gyakran reaktív köztitermékek is találhatók, melyek energiája alig különbözik az átmeneti állapotétól, ezért ezeket nehéz megkülönböztetni egymástól.

## Az átmeneti állapot geometriájának meghatározása
Az átmeneti állapothoz tartozó szerkezet meghatározható a vizsgált kémiai részecske potenciális energia felületén (PES) elsőrendű nyeregpontok keresésével. A potenciális energia felület elsőrendű nyeregpontja olyan hely, mely egy kivételével minden irányban minimumot képvisel.

## A Hammond-elv
A Hammond-elv kimondja, hogy az átmeneti állapot szerkezete attól függően hasonlít jobban a termék vagy a kiindulási anyag szerkezetéhez, hogy melyiknek nagyobb az entalpiája. A kiindulási anyagra hasonlító átmeneti állapotot reaktánsszerűnek, a termékre hasonlítót termékszerűnek mondjuk. A Hammond-elv tehát az endoterm reakciókra termékszerű, az exoterm reakciókra reaktánsszerű átmeneti állapotot jósol.
Az átmeneti állapot helyét kvantitatíven megadó dimenzió nélküli reakciókoordináta segítségével megállapítható, hogy egy adott reakció esetében érvényes-e a Hammond-elv.

## A szerkezet–összefüggés elve
A szerkezet–összefüggés elve kimondja, hogy a reakciókoordináta mentén történő szerkezeti változások az alapállapotban úgy mutatkozhatnak meg, mint a reakciókoordináta mentén a kötéstávolságok és kötésszögek szokásos értékétől történő eltérés. Ezen elmélet szerint, ha egy adott kötés hossza az átmeneti állapotot elérve növekszik, akkor ez a kötés már alapállapotban is hosszabb az olyan vegyületekben mérhetőhöz képest, amelyeknél nincs ilyen átmeneti állapot. Az elvre példa az alábbi biciklusos vegyületek esete. A bal oldali molekula a biciklo[2.2.2]oktén, amely 200 °C-on retro-Diels–Alder reakcióban etént ad le.
Ha az elmélet helyes, a jobb oldali vegyülethez képest (amely, mivel nem tartalmaz alkéncsoportot, nem adja ezt a reakciót) a hídfő szénatomon a szén–szén kötés hossza várhatóan rövidebb, mivel az átmeneti állapot felé haladva ez a kötés kettős kötés jelleget nyer. Ezen két vegyület esetében az elméleti várakozást igazolták a röntgenkrisztallográfiás mérések.

## Hatása az enzimkatalízisre
Az enzimkatalízis egyik lehetősége az átmeneti állapot stabilizálása elektrosztatikus kölcsönhatás révén. Az átmeneti állapot energiájának csökkentésével lehetővé válik, hogy a kiindulási anyag nagyobb populációja érje el az átmeneti állapoton átjutáshoz szükséges energiát, és így termékké alakuljon.

## Fordítás
Ez a szócikk részben vagy egészben  a   Transition state című angol Wikipédia-szócikk ezen változatának fordításán alapul.  Az eredeti cikk szerkesztőit annak laptörténete sorolja fel. Ez a jelzés csupán a megfogalmazás eredetét és a szerzői jogokat jelzi, nem szolgál a cikkben szereplő információk forrásmegjelöléseként.